# الروس
الروس (به انگلیسی: Elros) یک شخصیت خیالی در رشته‌افسانه‌های تالکین است. او پسر ائارندیل و الوینگ و برادر دوقلو الروند است. در پایان دوران اول، الروند تبدیل شدن به جن را انتخاب کرد، در حالی که الروس انسان بودن را انتخاب کرد. او اولین پادشاه نومه‌نور بود.
والارها به نیمه‌الف‌ها حق انتخاب دادند: آنها می توانند الف شوند و در نهایت باید سرزمین میانه را ترک کنند یا می توانند انسان شوند. الروس دومی را برگزید و به نام تار مینیاتور پادشاه اداین شد که به جزیره نومه‌نور منصوب شد . با این حال، برادرش الروند، الف بودن را انتخاب کرد، اما در دوران دوم و سوم - در سرزمین میانه ماند تا سرانجام پس از جنگ حلقه، در زمان فرودو، سرزمین میانه را ترک کرد.